# Белоногий лазающий хомячок
Белоногий лазающий хомячок (лат. Rhipidomys leucodactylus) — вид грызунов семейства хомяковые (Cricetidae).

## Описание
Это самый крупный вид в роде с длиной тела 18 см. Мех на спине, как правило, коричневого цвета, но волоски имеют желтоватый и красноватый оттенки, по всей шерсти встречаются также длинные тёмные остевые волосы. Боковые стороны заметно бледные. Низ желтоватый, кремовый или белый, волосы с серыми основаниями. Хвост примерно такой же длины, что и тело с густым, коротким мехом от красного до тёмно-коричневого цвета, заканчивается длинной кисточкой. Задние ступни большие, на верхней стороне имеется большое тёмное пятно. Боковые стороны лап и поверхность вокруг пальцев серебристого цвета.

## Распространение
Вид распространён в Гвиане, на юге Венесуэлы, на севере и в центральной части Бразилии, в Эквадоре, Перу и на западе и в центральной части Боливии. Обитают, как правило, в низинах, поросших тропическим лесом. В Перу верхняя высотная граница их распространения составляет 1750 м.
Это плодоядное животное встречается как среди сельскохозяйственных культур, где оно считается вредителем, так и внутри жилых помещений. Имеются сведения, что животные грызут ананас, сахарный тростник и юкку. Одна особь гнездилась в дупле дерева на высоте 15 м от земли.
Беременные самки с двумя или тремя эмбрионами были отмечены в Перу в августе и сентябре, а в Эквадоре — в сентябре и ноябре.
Нет никаких серьёзных угроз для вида. Этот вид встречается на ряде природоохранных территорий.